# Zeami Motokiyo
En aquest nom japonès, el cognom és Zeami.
Zeami Motokiyo (japonès: 世阿弥 元清), també conegut com Kanze Motokiyo (japonès: 観世 元清) va ser un actor i escriptor dramàtic del Japó al segle xiv. Juntament amb el seu pare va compliar les regles bàsiques del Noh, un estil teatral que combina la pantomima i els jocs de paraules. El Noh ha triomfat durant anys entre els japonesos, que li atribueixen qualitats místiques a part de les estètiques.